# Justitievakbond Juvox
Justitievakbond Juvox is een Nederlandse werknemersvereniging voor medewerkers werkzaam binnen het ministerie van Justitie en Veiligheid. Juvox is opgericht in 2009 als gevolg van een fusie tussen BPSAG (Orgaan van de Bond van Personeel bij de Straf- en Aanverwante Gestichten ressorterende onder het Departement van Justitie) en de BARI advies- en belangenorganisatie. Justitievakbond Juvox is sinds januari 2023 onderdeel van de sector Overheid van de Centrale van Middelbare en Hogere Functionarissen (CMHF).

## Organisatie
De organisatie binnen Justitievakbond Juvox telt een hoofdbestuur, vertegenwoordigers, commissieleden en een ledenraad.
Op 10 mei 2023 is een nieuwe verenigingsstructuur aangenomen waarbij bestuur en vertegenwoordigers nog dichterbij de leden komen te staan en Justitievakbond Juvox zichzelf nog meer als de categorale vakbond kan inzetten voor de achterban.